# Nógrádmarcal
Nógrádmarcal – wieś i gmina w północnej części Węgier, w pobliżu miasta Balassagyarmat.
Miejscowość leży na obszarze Średniogórza Północnowęgierskiego, w pobliżu granicy ze Słowacją. Administracyjnie osada należy do powiatu Balassagyarmat, wchodzącego w skład komitatu Nógrád.
Gmina Nógrádmarcal zajmuje obszar 19,94 km²; w 2009 roku liczyła 555 mieszkańców.